# Алберт II (Намюр)
Вижте пояснителната страница за други личности с името Алберт II.
Алберт II (на немски: Albert II, † ок. 1063) е от 1018/1031 до 1063/1064 г. граф на Намюр. Наследява брат си Роберт II.

## Биография
Той е вторият син на граф Алберт I († пр. 1011) и Аделхайд († сл. 1012) от род Каролинги, дъщеря на херцог Карл I от Долна Лотарингия.
През 1046 г. Алберт II е на страната на император Хайнрих III против въстаналите херцог Готфрид III от Долна Лотарингия, неговият зет, и Балдуин V, граф на Фландрия. През 1047 г. той възобновява църквата Сент Обен в Намюр.

## Фамилия
Алберт II се жени за Регинлинда от Лотарингия († сл. 1067), дъщеря на херцог Готцело I от Долна Лотарингия и Горна Лотарингия от фамилията Вигерихиди. Тя е сестра на папа Стефан IX (1057 – 1058). Техните деца са:
- Алберт III (1027, † 1102), граф на Намюр
- Хайнрих, граф на Дюрбюи, † 1097 в Палестина
- Хедвиг († 1080), ∞ Герхард от Елзас († 1070), херцог на Лотарингия